# 보육기

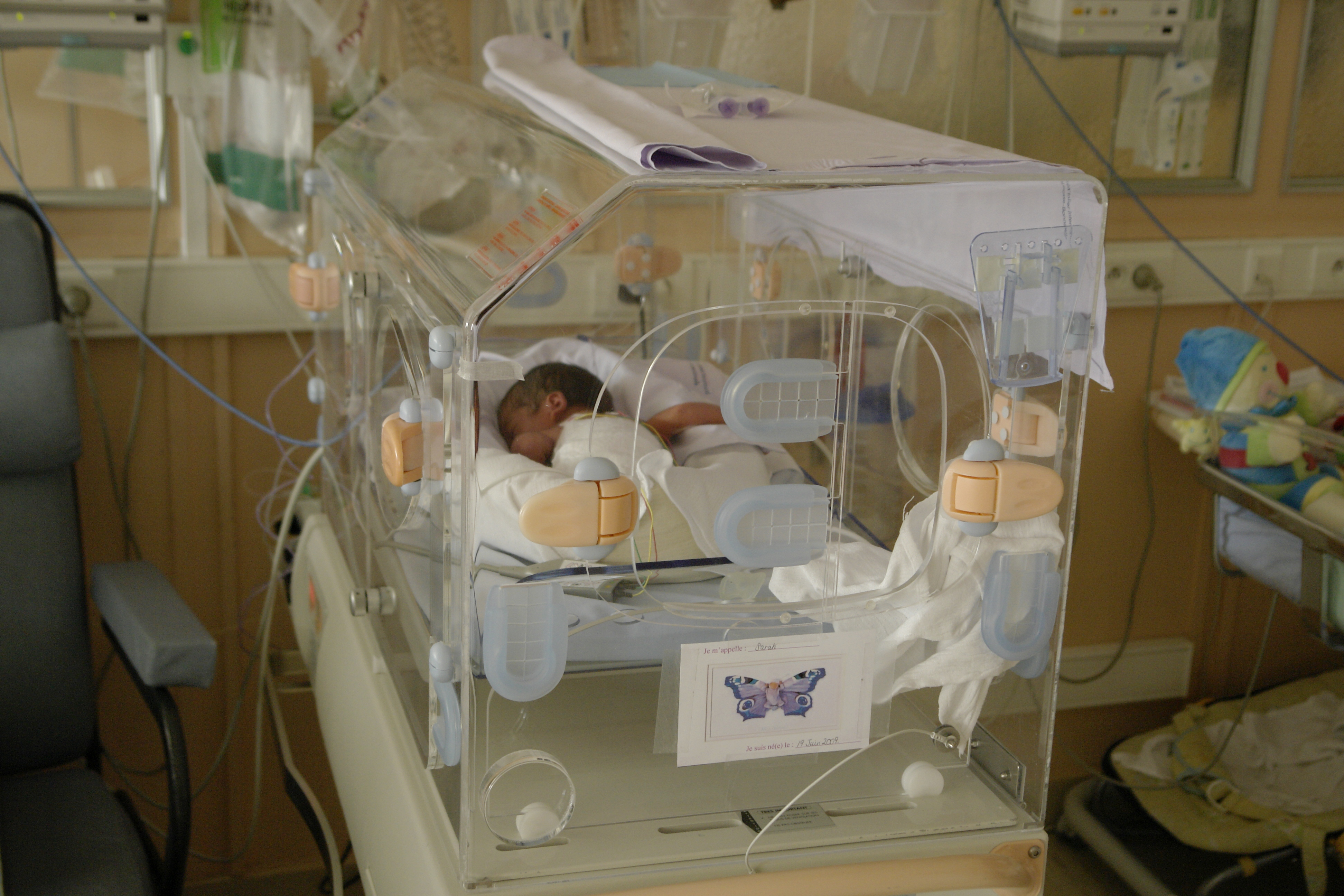
미숙아용 보육기

보육기(保育器) 또는 인큐베이터(incubator)는 미숙아나 병이 있는 신생아를 격리하여 보온시키는 장치이다.

## 같이 보기
- 신생아 집중치료실